# 波羅的海艦隊

俄罗斯联邦海军波罗的海舰队徽章

波羅的海艦隊（俄語：Балтийский флот）在苏联时期叫双红旗波罗的海舰队是俄羅斯帝國、
蘇聯、俄羅斯聯邦在波羅的海現役海軍艦隊；在蘇聯時代此艦隊兩次榮膺紅旗勳章，艦隊司令部設在加里寧格勒。兩大主要基地為：波罗的斯克，與位於芬蘭灣的喀琅施塔得。

## 歷史
波羅的海艦隊由俄罗斯帝国彼得大帝在1703年建立，除了將首都遷至靠海的聖彼得堡外，為了對抗瑞典而發展了海軍，並於大北方戰爭中擊敗瑞典，成為俄羅斯發展海權的第一步。
在1904~1905年的日俄戰爭中，俄羅斯駐紮在旅順的太平洋艦隊遭日軍攻擊而損失大半；沙皇尼古拉二世下令波羅的海艦隊馳援，組成第二太平洋艦隊。俄軍艦隊從聖彼得堡出發，繞過非洲大陸與印度洋，並穿越台灣海峽與對馬海峽；但俄軍艦隊的航行路徑已被日軍發覺，被日軍迎頭痛擊。俄軍兩次對日海戰和日俄战争的失敗激化了俄国社会矛盾，包括列寧领导的布爾什維克在内的反对沙皇统治的政党有了發展的機會。
1917年俄羅斯爆發十月革命，停靠在聖彼得堡的阿芙樂爾號巡洋艦上的船员對冬宮發炮作為信號，作為開始政變的信號。在二戰時期的列寧格勒戰役中，波罗的海舰队参加了保卫列宁格勒，用舰炮火力和参加地面战沉重打击德军。二战后期，波罗的海舰队参加了波罗的海沿岸的各个主要进攻战役。1945年5月8日，德国投降。
現今波羅的海艦隊由於受到北約及瑞典海軍力量的圍堵，主要假想敵為芬蘭、愛沙尼亞、拉脫維亞、立陶宛、波蘭、德國、法國與英國等北約成員國的海軍。司令克拉夫丘克及参谋长波波夫。
而在俄羅斯入侵烏克蘭期間，隸屬此艦隊的其中三艘蟾蜍级大型登陆舰，於戰爭初期被調往黑海支援戰事至今。2023年9月13日，明斯克號大型登陸艦在塞瓦斯托波爾造船廠內受襲，為此艦隊繼二戰後再有艦艇戰損。

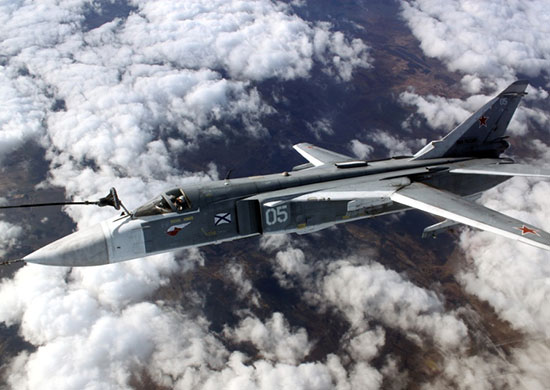
波艦隊的海軍航空兵Su-24M 戰鬥轟炸機
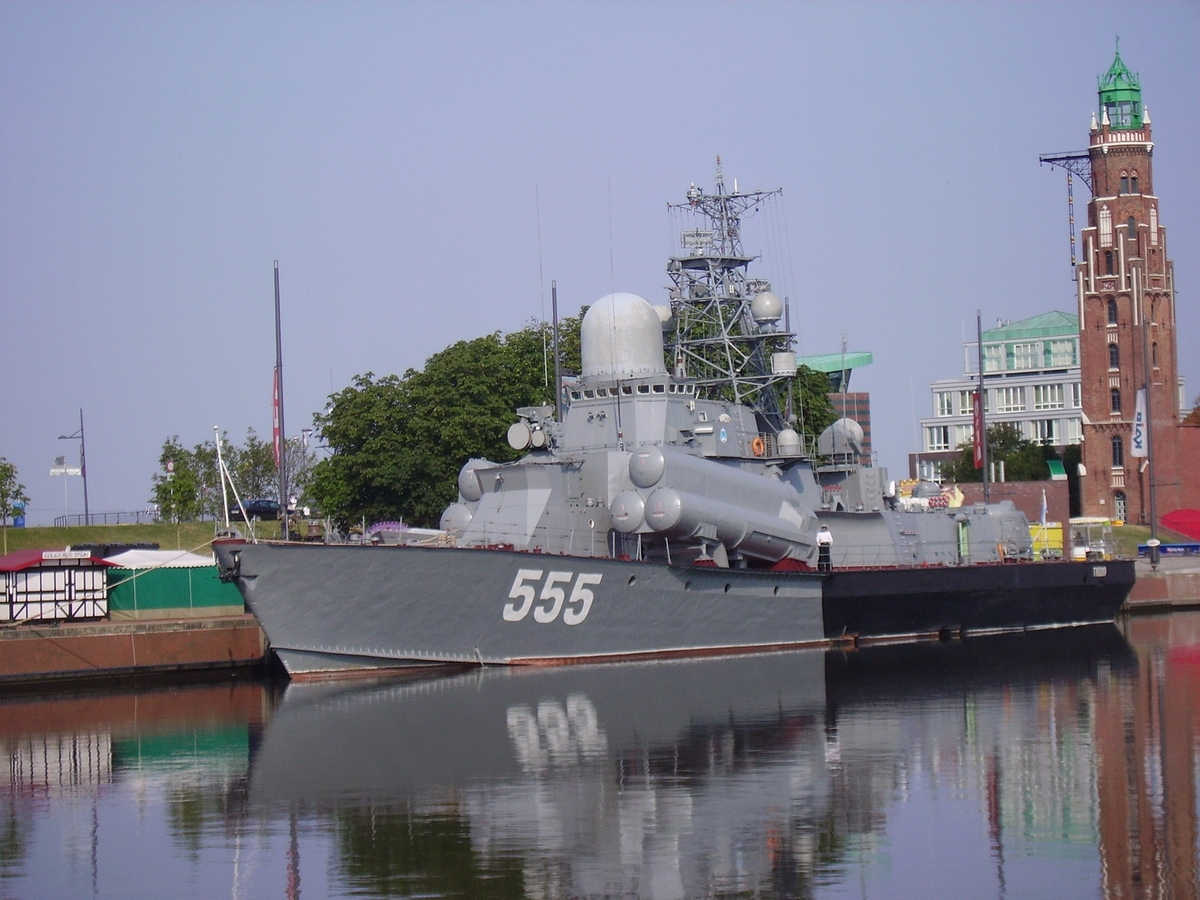
Geyzer級飛彈巡邏艦
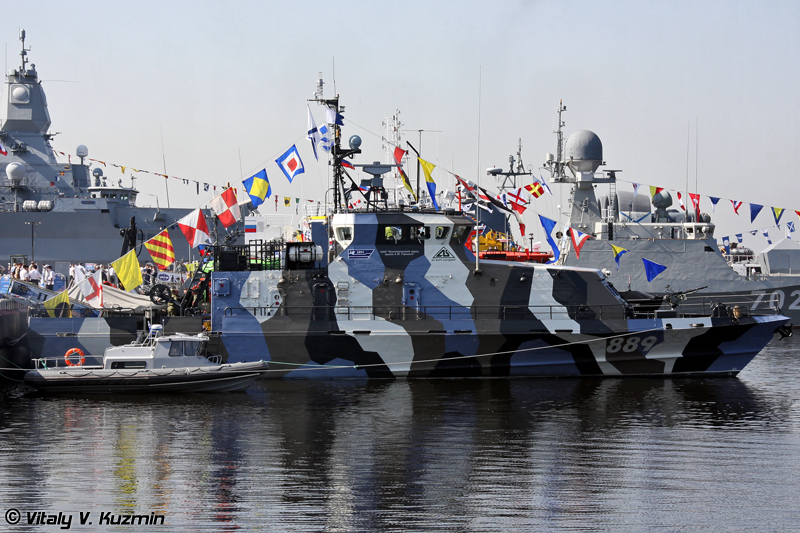
P-104巡邏艇

## 战斗序列
- 现代级导弹驱逐舰 1艘， 旗舰
- 不惧级护卫舰 2艘
- 守护级护卫舰 4艘
- 帕基姆级护卫舰 6艘
- 蟾蜍级登陆舰 4艘
- 欧洲野牛级气垫登陆艇 1艘
- 登陆艇6艘
- 暴徒级小型导弹舰 2艘
- BK-16级高速攻击艇 2艘
- Sonya级扫雷舰 3艘
- Geyzer級小型飛彈艦 9艘
- P-104巡邏艇 ？艘

## 外部連結
- Baltic Fleet - Morskoyo Flota ( Naval Force) - Russian and Soviet Nuclear Forces （页面存档备份，存于）
- Baltic Fleet list March 1917 （页面存档备份，存于）